# مایدان، شهرستان یانوف لوبلسکی
مایدان (به لهستانی: Majdan) یک روستا در منطقه اداری گمینا مودلیبوژتسه واقع در شهرستان یانوف لوبلسکی استان لوبلین در شرق کشور لهستان و نزدیکی مرز اوکراین است. این روستا در ۳ کیلومتری جنوب غربی مودلیبوژتسه (استان لوبلین)، ۸ کیلومتری غرب یانوف لوبلسکی و ۶۰ کیلومتری جنوب شهر مرکزی استان به نام لوبلین قرار دارد.